# Арлингтон (Орегон)
Арлингтон (енгл. Arlington) град је у америчкој савезној држави Орегон.

## Демографија
По попису из 2010. године број становника је 586, што је 62 (11,8%) становника више него 2000. године.
| Група             | 2000.       | 2010.       |
| Белци             | 492 (93,9%) | 523 (89,2%) |
| Афроамериканци    | 0 (0,0%)    | 1 (0,2%)    |
| Азијати           | 0 (0,0%)    | 1 (0,2%)    |
| Хиспаноамериканци | 17 (3,2%)   | 39 (6,7%)   |
| Укупно            | 524         | 586         |